# Mendel L. Peterson
Pour les articles homonymes, voir Peterson.
Mendel Lazear Peterson, né le 8 mars 1918 à Moore (Idaho) et décédé à McLean (Virginie) le 30 juillet 2003 à 85 ans était un pionnier dans le domaine de l'archéologie sous-marine ainsi que le conservateur de la Smithsonian Institution qui l'a fait connaître comme le « père de l'archéologie sous-marine »,,,. Ses spécialités étaient l'exploration sous-marine ainsi que la numismatique.
Il fut également officier de marine et participa à la Seconde Guerre mondiale au sein de l'United States Navy.

## Biographie

### Enfance, famille et études
Son père, le Dr Hans Jordan Peterson (1887-1942) était professeur de psychologie dont les ancêtres venaient du Danemark. Sa mère était Fanny Eilene Lish, originaire d'une famille qui avait émigrée depuis l'Allemagne avant 1721. Les ancêtres de Mendel Peterson furent des pionniers de la conquête de l'Ouest. Par sa mère, il descend de George Soule, un passager du Mayflower.
Peterson est né le 3 mars 1918 dans la ville de Moore en Idaho, bien loin de toute zone maritime. Il a lui-même indiqué que sa passion pour les océans a débuté lors d'un voyage dans le golfe du Mexique alors qu'il était encore enfant. Il passa une grande partie du reste de son enfance dans l'Ohio, à Athens mais déménagea également à Columbus (Ohio) puis Hattisburg, dans le Mississippi,.
Peterson est sorti diplômé de l'université Southern Mississippi en 1938 avant d'obtenir une maîtrise (Masters of Arts Degree) en histoire à l'université Vanderbilt en 1939 et de fréquenter le Lowell Technical Institute de 1945 à 1947,.
En 1938, il épousa LaNelle Walker  (1916-1970) avec qui il eut deux enfants.

### Carrière militaire
Il a rejoint l'United States Navy, la marine américaine en 1943, se découvrant des compétences en plongée sous-marine alors qu'il était stationné successivement dans les îles Salomon, les Marshall, Caroline et Philippine. Il fut affecté comme agent payeur sur l'USS Tutuila (ARG-4). Après la guerre, il étudia dans  le génie textile au sein d'un établissement de formation de la marine avant de fabriquer et de tester des cirés de marine polaires en Antarctique pour le compte de la Navy. Il est parvenu jusqu'au grade de commander de la réserve de l'US Navy,.
Après la guerre, il entra à la Naval Academy Graduate School de Lowell, dans le Massachusetts d'où il sortit diplômé en 1947. Il fut affecté au Navy Uniform Board de Washington.

### Carrière archéologique
Peterson quitta la Smithsonian Institution après 25 années de présence, en 1973. Il avait été nommé durant ces années à divers postes : conservateur associé puis conservateur du département d'histoire militaire et navale (1948-1957), conservateur en chef du département d'histoire entre 1951 et 1957, conserveur en chef et membre du département de l'histoire des forces armées entre 1957 et 1969 puis conservateur du département d’archéologie historique entre 1969 et 1973. Parmi ses multiples réalisations au Smithsonian, Peterson conçut et assembla la salle de l'histoire navale qui ouvrit ses portes le 19 juin 1952. Le rear admiral John B. Heffernan de l'United States Navy, le Dr Remington Kellogg, directeur de l'United States National Museum ainsi que le Dr Alexander Wetmore, secrétaire de la Smithsonian Institution réalisèrent à cette occasion un discours d'inauguration.
Peterson passa 25 ans à plonger sur d'anciennes épaves à travers le monde avec toutefois un intérêt plus particulier pour les détroits de Floride, les Caraïbes et le large des côtes des Bermudes. Des articles détaillés de ses expéditions sur des épaves de galions paraissaient fréquemment dans des titres de presse de l'époque,. Avec le chasseur de trésors bermudien Teddy Tucker et d'autres membres du Smithsonian, Peterson était reconnu comme ayant contribué au développement du système de quadrillage des épaves sous-marines. De très nombreux documents audiovisuels réalisés par Peterson et qui détaillent ses opérations d'archéologie sous-marine sont archivés au Smithsonian Institute.
En 1950 et 1951, Peterson fouilla l'épave du HMS Looe, une frégate britannique de 44 canons qui coula en 1744 au large de Looe Key en Floride. Il récupéra et identifia à cette occasion une « variété de blocs de ballast, de canons, d'armes, de fixations, de poteries, de bouteilles et de monnaies »,.
En 1955, avec Edwin et Marion Link, il a retracé les étapes de Christophe Colomb au Nouveau monde en utilisant ses notes de journal et les descriptions des îles visitées par l'explorateur. Ils parvinrent à la conclusion que Colomb débarqua en premier lieu aux îles Turques-et-Caïques et non à San Salvador, aux Bahamas.
À l'automne 1958, il fit de nouveau équipe avec Edwin et Marion Link lors d'une campagne visant à mettre au jour le port palestinien de Césarée qui fut construit au Ier siècle par le roi Hérode. L'expédition utilisa un bateau qui était équipé d'une puissante lance à eau permettant d’enlever les dépôts de sable. Le navire disposait également d'un puissant treuil qui permettait de remonter des objets jusqu'à la surface. Il s'agissait d'un des tout premiers navire de ce type à être utilisé dans le cadre d'une fouille sous-marine.
Du fait de son expérience dans le domaine des fouilles sous-marines, Peterson fut souvent sollicité par des journaux afin de fournir son avis d'expert sur différentes expéditions d'exploration et de récupération sous-marines,,.
Peterson enseigna l'archéologie maritime à l'université du Maryland.

### Décès et honneurs
Peterson est décédé d'une insuffisance cardiaque le 30 juillet 2003 à son domicile de McLean en Virginie. Il avait 85 ans. Il est enterré au cimetière national d'Arlington.
L'île de Petersen qui se trouve en Antarctique est nommée en son honneur.

## Publications
Liste non exhaustive.

### Ouvrages
- (en) Mendel Peterson, History under the sea : underwater exploration of shipwrecks, Washington, The Smithsonian Institution, coll. « Publication » (no 4174), 1954, 16 p. (OCLC 1849722)
- (en) Mendel Peterson, The last cruise of H.M.S. "Loo", Washington, Smithsonian Institution, coll. « Publication » (no 4224), 1955, 55 p. (OCLC 1891097)
- (en) Mendel Peterson, History under the sea : a handbook for underwater exploration, Washington, Smithsonian Institution, coll. « Publication » (no 4538), 1965, 108 p. (OCLC 613222593)
- (en) Mendel Peterson, The funnel of gold : the Trails of the Spanish Treasure Fleet, Boston, Little Brown, 1975, 481 p. (ISBN 978-0-316-70300-0, OCLC 1527590)
- (en) Mendel Peterson, The treasure of the Concepción, Chicago, John G. Shedd Aquarium, 1980, 45 p. (OCLC 32644228)

### Chapitres d’ouvrages
- (en) Mendel Peterson, « Traders and Privateers across the Atlantic : 1492-1733 », dans George Fletcher Bass, A History of Seafaring, Londres, Walker, 1972, 320 p. (ISBN 978-0-8027-0390-3)
- (en) Mendel Peterson, « Pioneers in the Search for Gold », dans Undersea Treasures, Washington, National Geographic Society, 1974, 199 p. (ISBN 978-0-87044-147-9)
- (en) Mendel Peterson, « Diving for new World Wrecks », dans Undersea Treasures, Washington, National Geographic Society, 1974, 199 p. (ISBN 978-0-87044-147-9)

### Articles
- (en) Mendel Peterson, « Collecting in the Antarctic, », Rocks and Minerals Magazine,‎ mars-avril 1952, p. 115-126 (OCLC 38847159)
- (en) Mendel Peterson, « Ordnance Materials Recovered from a Late Sixteenth Century Wreck Site », Military Collector & Historian, vol. XIX, no 1,‎ printemps 1967, p. 1-8 (ISSN 0026-3966)
- (en) Mendel Peterson, « Bermuda Underwater Expedition : 1965 », National Geographic Society Research Reports,‎ 1971, p. 203-211 (ISSN 0077-4626)
- (en) Mendel Peterson, « Exploration of a 16th-century Bahamian Shipwreck », National Geographic Society Research Reports,‎ 1974, p. 231-242 (ISSN 0077-4626)